# Васерманова реакция
Васерманова реакция е биологична реакция, чрез която с помощта на няколко капки кръв може да се установи присъствието или отсъствието на сифилитични бацили в организма, от който е взета кръвта.
Създадена от германския медик Август фон Васерман.